# ردوندو بیچ (کالیفرنیا)
ردوندو بیچ (به انگلیسی: Redondo Beach) شهری در شهرستان لس‌آنجلس، کالیفرنیا ایالت کالیفرنیا است که در سرشماری سال ۲۰۱۰ میلادی، ۶۶۷۴۸ نفر جمعیت داشته‌است.